# Тарунта-Раду
Тарунта-Раду (*д/н — після 1230 до н. е.) — узурпатор-володар Країни річки Сеха близько 1237—1230 років до н. е.

## Життєпис
Ймовірно належав до місцевої знаті. Після смерті царя Маштурі 1237 року до н. е. почав боротьбу за владу. Причиною цьому стало відсутність прямих спадкоємців померлого. Ймовірно за підтримки держави Аххіява Тарунта-Раду зумів захопити владу. Спробував повалити залежність від Хеттської держави.
Деякий час зберігав незалежність. Втім зрештою стикнувся з потужним наступом царя Тудхалії IV. Розрахунок на війська Аххіяви не виправдався. В результаті цар Країни річки Сеха зазнав поразки, втік у гори, де був схоплений. Разом з родиною його заслали до культового хеттського міста Арінна (неподалік від столиці Хаттуса). Подальша доля Тарунта-Раду невідома.
На троні держави було відновлено представника династії Мувавалві, але його ім'я невідоме.